# Emil Groß (Politiker, 1904)

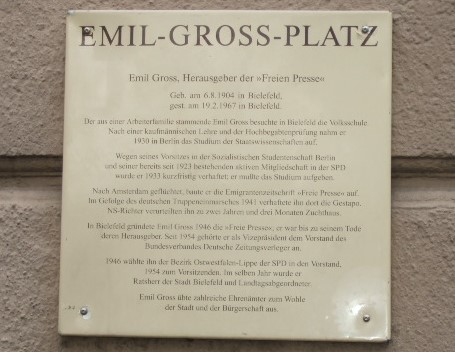
Gedenktafel für Emil Groß

Emil Groß (auch: Emil Gross; * 6. August 1904 in Bielefeld; † 19. Februar 1967 ebenda) war ein deutscher Verleger und Politiker (SPD).

## Leben und Beruf
Groß wurde als Sohn eines Eisendrehers geboren und evangelisch-lutherisch getauft. Nach dem Besuch der Volksschule absolvierte er eine kaufmännische Lehre und war anschließend in diesem Beruf tätig. Er besuchte die Heimvolkshochschule in Tinz, bestand die Zulassungsprüfung zum Studium ohne Reifezeugnis und studierte von 1930 bis 1933 Staatswissenschaften in Berlin. 
Gross war Vorsitzender der Sozialistischen Studentenschaft aller Berliner Hochschulen. Neben dem Studium arbeitete er unter anderem für die "Neuen Blätter für den Sozialismus".
Nach der Machtübernahme der Nationalsozialisten beteiligte sich Groß an der illegalen sozialistischen Organisation Der Rote Stoßtrupp in Berlin. Er wurde Anfang April festgenommen, durch fremde Hilfe gelang ihm aber die Flucht und Emigration in die Niederlande. Dort fungierte er in Amsterdam als Mitherausgeber der sozialdemokratischen Exilzeitung Freie Presse. 1937 wurde er aus dem Deutschen Reich ausgebürgert. Nach der Besetzung der Niederlande durch deutsche Truppen tauchte er zunächst unter, ehe er 1941 von der Gestapo verhaftet und anschließend in Dortmund wegen Vorbereitung zum Hochverrat zu zwei Jahren und drei Monaten Zuchthaus verurteilt wurde. Nach seiner Haftentlassung 1943 arbeitete er bis 1945 als Betriebsassistent.
Groß gründete 1946 den Zeitungsverlag Freie Presse Bielefeld sowie den Phoenix Verlag in Bielefeld. Außerdem war er Mitbegründer und Aufsichtsratsmitglied der dpa. Des Weiteren fungierte er als Präsident und Vorstandsmitglied zahlreicher Zeitungsverlegerverbände. So war er von 1951 bis 1953 Präsident des Gesamtverbandes der Deutschen Zeitungsverleger und von 1954 bis zu seinem Tode dessen Vizepräsident.
Groß heiratete 1947 die Gewerkschafterin Maria Schmidt, die von 1936 bis 1945 wegen ihrer Widerstandstätigkeit in Zuchthaus und KZ Ravensbrück inhaftiert war.

## Partei
Groß schloss sich während seiner Lehre der Sozialistischen Arbeiterjugend an. Er trat 1922 der SPD bei und war seit 1924 hauptamtlicher Funktionär der SPD Ostwestfalen. Von 1931 bis 1933 war er an Berliner Hochschulen Vorsitzender der Sozialistischen Studentenschaft.
Nach dem Kriegsende fungierte Groß als vorläufiger Bezirkssekretär der SPD Ostwestfalen-Lippe, war von 1946 bis 1948 dort stellvertretender Bezirksvorsitzender und Mitglied im Gesamtvorstand der SPD.

## Abgeordneter
Groß war nach dem Zweiten Weltkrieg Ratsmitglied der Stadt Bielefeld. Er gehörte von 1946 bis 1967 dem nordrhein-westfälischen Landtag an und war dort vom 1. März 1956 bis zum 12. Juli 1958 Vorsitzender der SPD-Fraktion, nachdem er zuvor und auch danach stellvertretender Fraktionsvorsitzender war. Der Landtag wählte ihn zum Mitglied der ersten vier Bundesversammlungen.
In Bielefeld ist der Emil-Groß-Platz nach ihm benannt.